# Smethwick
Smethwick est une ville d'Angleterre, située dans le comté métropolitain des Midlands de l'Ouest. Elle jouxte la ville de Birmingham.

## Personnalités
- Oswald Rayner
- Le lieutenant Herbert Denham Brotheridge dit Den Brotheridge
- Julie Walters, actrice
- Peter Griffith (en), député

## Politique
Dans son ouvrage La Ruée vers l'Europe, Stephen Smith rappelle la victoire surprise à Smethwick en 1964 de Peter Griffith, candidat conservateur, avec le slogan suivant : « if you want a nigger for a neighbour, vote Liberal or Labor ». Il y voit un « avertissement ignoré » du Brexit de 2016.